# Ipomoea seducta
Ipomoea seducta es una especie fanerógama de la familia Convolvulaceae.

## Clasificación y descripción de la especie
Planta trepadora, herbácea, voluble, perenne; tallo algo lignescente en la base, muy ramificado, glabro, corteza exfoliante; hoja ovada u ovado-alargada, de 3.2 a 11.5 cm de largo, de 2.5 a 9.2 cm de ancho, ápice acuminado o atenuado; inflorescencias con 1, 2 o 3 flores; sépalos desiguales, de 3 a 9 mm de largo, los exteriores notoriamente más pequeños, ovado-alargados, los interiores elípticos; corola con forma casi de embudo (subinfundibuliforme), de 4.5 a 7.5 cm de largo, rosada a carmesí, abriendo gradualmente; el fruto es una cápsula cónica, de unos 12 mm de largo, bilocular, con 4 semillas, de 6 a 7 mm de largo, diminutamente ciliadas, puberulentas.

## Distribución de la especie
Es una especie que se distribuye desde el noroeste de México en la vertiente del Pacífico (Sinaloa, Jalisco, Michoacán, Guerrero, Chiapas), hasta Centroamérica (Guatemala).

## Ambiente terrestre
Esta especie se localiza en zonas más o menos húmedas de encinares o bosques tropicales, o bien en lugares de transición entre éstos, básicamente dentro de la Sierra Madre del Sur. Se encuentra en altitudes de 600 a 1800 m s.n.m. Florece de julio a noviembre y se encuentra con frutos entre septiembre y diciembre.

## Estado de conservación
No se encuentra bajo ningún estatus de protección.